# La Paz (Abra)
Pour les articles homonymes, voir La Paz (homonymie).
La Paz est une municipalité située dans la province d'Abra, aux Philippines.